# Еррера-де-Сорія
Еррера-де-Сорія (ісп. Herrera de Soria) — муніципалітет в Іспанії, у складі автономної спільноти Кастилія-і-Леон, у провінції Сорія. Населення — 14 осіб (2010).
Муніципалітет розташований на відстані близько 160 км на північ від Мадрида, 45 км на захід від Сорії.

## Демографія
Динаміка населення (INE ):

## Галерея зображень

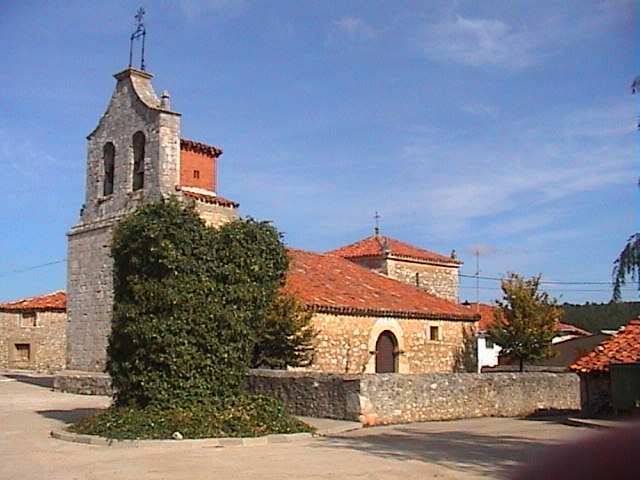
Церква Нуестра-Сеньйора-де-ла-Натівідад
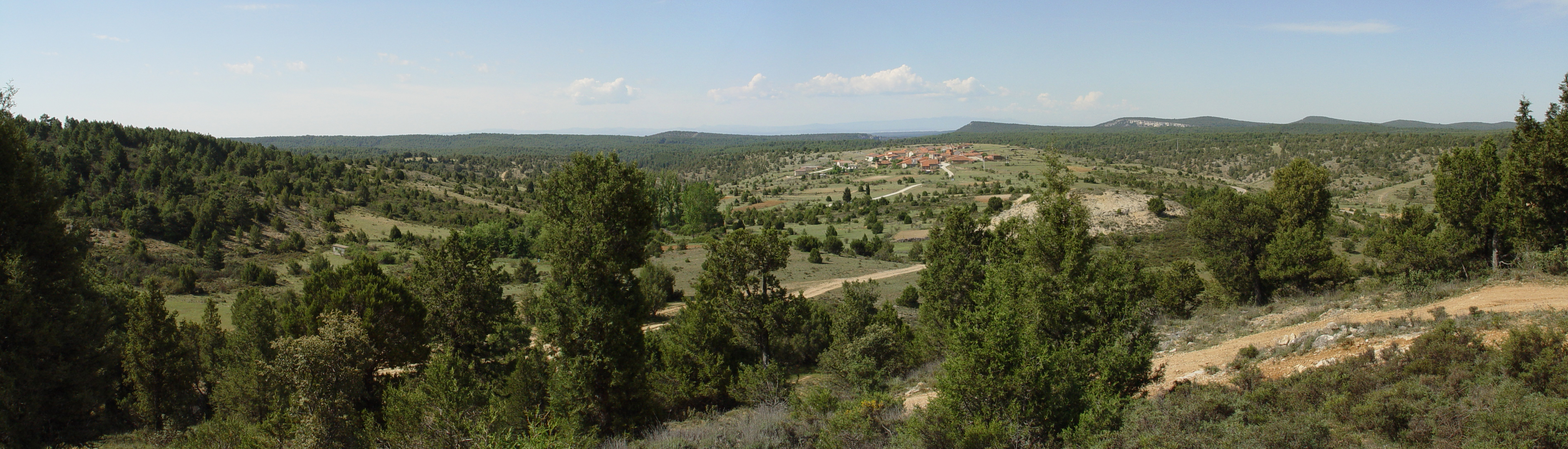
Еррера-де-Сорія, панорама